# Mesechinus hughi
Mesechinus hughi е вид бозайник от семейство Таралежови (Erinaceidae). Видът е световно застрашен, със статут Уязвим.

## Разпространение
Разпространен е в Китай (Гансу, Съчуан, Хънан, Шанси и Шънси).